# П'єр Пелерин де Марікур

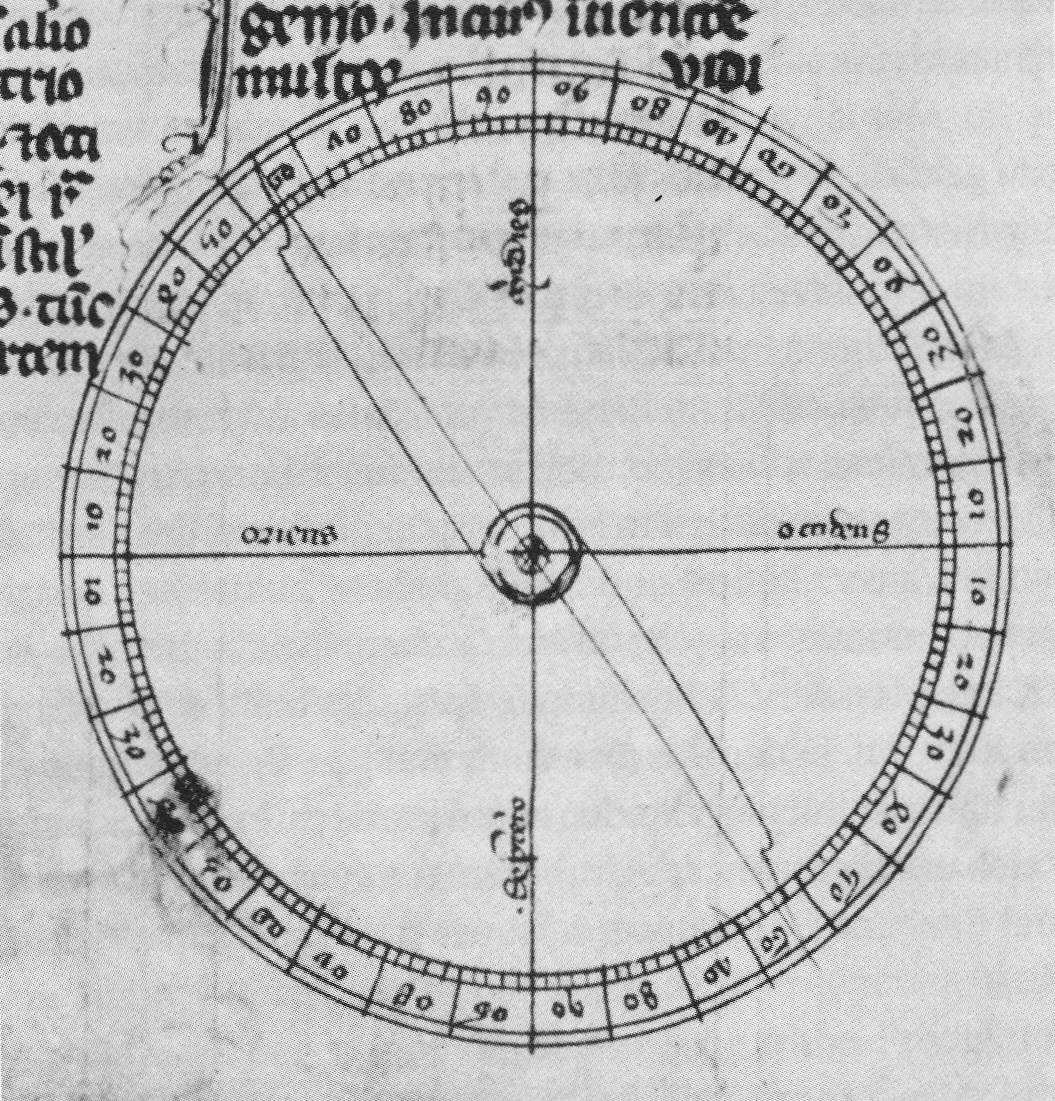
Компас XIV століття, зроблений по малюнку з книги де Марикура (1269)

П'єр Пелери́н де Маріку́р (фр. Pierre Pelerin de Maricourt) — французький фізик  XIII століття, проводив експерименти з магнетизма і написав перший трактат про властивості магнітів, що дійшов до наших днів. Точні роки життя невідомі. Свої латинські праці він підписував: Петро Перегрин (лат. Petrus Peregrinus), тобто «пілігрим»; причина такого прізвиська невідома.
Де Марікур першим у Європі зробив систематичне експериментальне дослідження властивостей магнітів і опублікував результати в трактаті «Послання про магніт» (Epistola Petri Peregrini de Maricourt ad Sygerum de Foucaucourt , militem, de magnete). Ця праця дуже вплинула на розвиток середньовічної фізики, а також багаторазово перевидавалася; до наших днів дійшли лише 39 копій рукописів.  Його робота особливо відзначена тим, що  містить найдавніші детальні обговорення компаса з голкою, що вільно обертається, фундаментальні складові сухого компаса, який незабаром з'явиться в середньовічній навігації.  Він також написав трактат про побудову та використання універсального астролябіїя.
Подробиці життя вченого не збереглися. Народився він в Пікардії. Крім магнетизму, де Марікур у своєму трактаті «Nova Compositio Astrolabii Particularis» описав  пристрій «універсальної астролябії», але немає відомостей про те, що цей (досить складний) прилад реально кимось використовувався.

## «Послання про магніт»

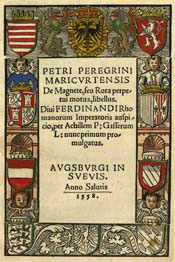
Перше друкарське видання «Послання про магніті» (Аугсбург, 1558)

Цей трактат Марікур написав 1269 року, коли перебував у війську Карла Анжуйського, яке брало участь в облозі італійського міста Лучера. Праця являє собою лист до знайомого автора на прізвище де Фукокур (фр. de Foucaucourt). У ньому де Марікур докладно перерахував властивості магніту, повідомив, як знайти в нього північний і південний полюси, як намагнічувати голку компаса. Також у праці описуються процедура перемагнічування й закони взаємодії двох магнітів.
Трактат відображає поширене повір'я, що магніт притягується до Полярної зорі
|  | Цей камінь приховує в собі подобу неба (нижче я докладно навчу, яким чином наочно довести це на досліді). І якщо на небі існують дві точки, більш значні за інші, оскільки навколо них, як навколо осей, обертається небесна сфера, і одна з них називається арктичним або північним полюсом, а інша — антарктичним або південним, то і в цьому камені ти повинен точно визначити дві точки, одну — північну, другу — південну... Візьми дерев'яну круглу посудину на зразок тарілки або миски і в неї поклади камінь, і тоді цю посудину, разом з покладеним в неї каменем, помісти в іншу велику посудину, наповнену водою... цей камінь, так покладений, буде обертати свою малу посудину доти, доки північний його полюс не зупиниться прямо проти північного полюса неба, а південний — прямо проти південного. |

Наведена цитата пояснює, чому де Марікур використовував магніти незвичної, кулястої форми. Знайшовши на них полюси, він відкрив те, що пізніше отримало назву силових ліній, після чого зіставляв ці лінії з меридіанами небесної сфери і стверджував, що кожній точці кульового магніта однозначно відповідає точка на небі.
У кінці трактату де Марікур закликав застосувати викладені знання для побудови вічного двигуна, креслення якого були додані.

## Пам'ять
На честь ученого Європейський союз наук про Землю (англ. European Geosciences Union, EGU) заснував «Медаль Петра Перегрина» (Petrus Peregrinus Medal), що присуджується від 2005 року «за видатний внесок у галузі магнетизму і палеомагнетизму».

## Праці в російському перекладі
- П'єр де Марікур. Послання про магніті (1269) . Вступна стаття, переклад і примітки В, П. Зубова. - Праці Інституту історії природознавства і техніки АН СРСР. I959, № 22, стор. 293-323.